# 破報
《破報》，正式名稱為《破週報》（英語：Pots Weekly）），是曾在台灣發行的免費週報，報導以藝術、勞工運動、環保運動、性別運動等社會議題的消息與評論為主，立場為左派。
該報創辦人為成舍我的女兒成露茜，成露茜逝世後社長由其姐成嘉玲擔任。該報網站上自詡為「具有左派關懷與全球視野的文化實驗行動」，並稱其為「全台灣唯一一份另翼刊物」。

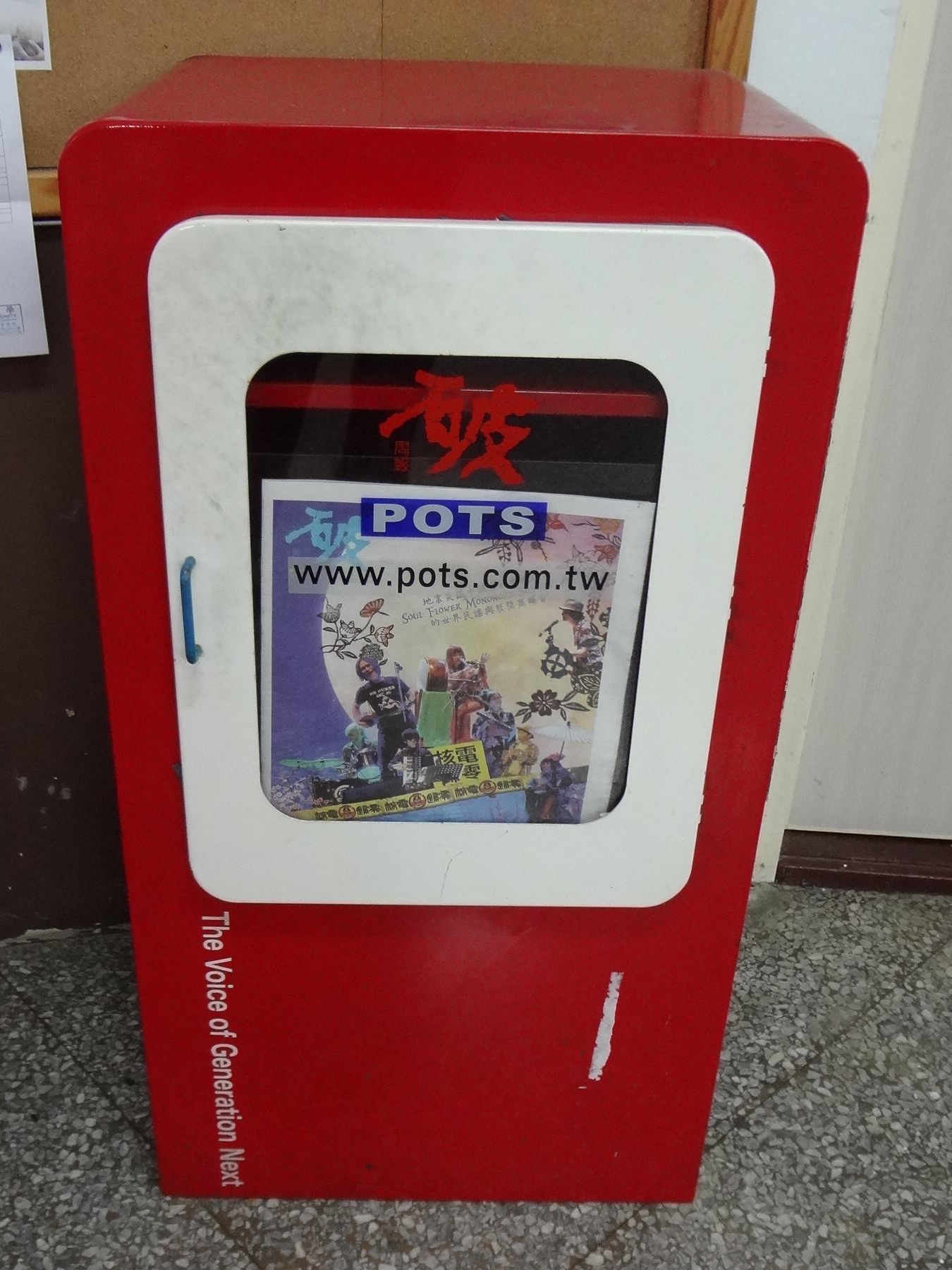
《破報》專用箱

2014年3月20日，《破報》在臉書粉絲頁上貼出公告，自3月底停刊重整，復刊804期為休刊號。

## 發行
1995年，破報由《台灣立報》副刊獨立出來；1995年8月發行〈試刊號〉、9月發行〈創刊號〉（當期封面故事標題為「墮胎的一百種態度」），並可於台北捷運各站取得，後來被保守派人士抨擊過於激進而「危害青少年健康和捷運局形象」，導致破報退出捷運站。中途破報曾經停刊，並於1998年2月復刊。
破報名稱來自《台灣立報》，成露茜曾說：
|  | 有立必有破，有破才有立。前世代、現世代、孽世代的交替，在立和破的辯證軌道上滑行。在這個過程中，難免留下一些種子，能在這片土地上發芽茁壯。 |

在發行期間，破報可於與它有合作的咖啡店、書店、學校圖書館、美術館、Live House、藝廊等地取得，範圍涵蓋全國北中南東各縣市，不過離島澎湖、金門、馬祖無地點。另外，尚可用訂閱方式取得。
破報發行日由每週星期四改至現在星期五，發行量也從最初每週兩千份成長至每週約八萬份。

## 內容編排
《破報》編輯靈感來源來自紐約市《村聲》（The Village Voice）提供大量藝文節目消息（大約占3分之2的版面），同時針對不同社會議題發表立場銳利的報導和專欄。
通常一份《破報》內，先有編輯手記、國際新聞，並有諷刺性的漫畫以及英國《衛報》評論的翻譯。當週主題通常在報紙最中間，最後並有科幻、電影、書籍、音樂的評論。

## 立場與報導
《破報》主要標榜的是｢青年文化｣，以作為「孽世代之聲」自居；或更精細一點的說法，就是｢非主流的青少年次文化｣。2004年11月，《破報》總編輯黃孫權認為：《破報》的立場是｢自由派偏左｣。
《破報》經常報導一般主流媒體不會報導的消息或敏感議題，涵蓋「反反毒」、「在台藏人」。例如在2009年在哥本哈根會議期間，大篇幅報導關於氣候正義的議題；2010年也大篇幅報導慈濟基金會開發保護區，並使用「怪獸」一詞抨擊慈濟基金會。破報特約影評李幼鸚鵡鵪鶉便是形象鮮明的例子，在影評中常融入支援同性戀、提倡動物權利、反種族歧視等立場。
《破報》更支持獨立樂團、獨立書店、藝術電影、前衛劇場，多次訪問國內外的樂團、導演、作家。並多次聲援反對市府推土機運動、樂生療養院拆遷抗議行動、台北市政府廢除公娼抗議行動、美國入侵伊拉克抗議行動。
至休刊前幾年，《破報》在對於「全民寫作」相當熱衷，除了將報紙以部落格的形式電子化，也開始了中英文版的雙語編輯，並成立台灣部落格（twblog.net）與台灣獨立媒體中心（twimc.org）等大型論壇式的網站，但網站也出現批評破報過於偏激及「為反主流而反主流」的言論。

## 出版品
《破報》亦曾推出傳統平面出版品，分別有：
- 《眼球愛地球THE EYEBALL LOVES THE GLOBE：眼球先生大腦中的世界》（2004；眼球愛地球、陳柏維著）
- 《燃燒的噪音：當代中國地下音樂評集》（2005；顏峻著）
- 《自己幹文化：派對與革命》（原文書名 "DiY Culture: Party and Protest in Nineties' Britain"；2007；喬治·馬凱〔George McKay〕編，破報譯）。

## 外部連結
- 破週報的Facebook專頁
- 破報官方網站存檔
- 立報新聞 （页面存档备份，存于）